# Volkssterrenwacht Mira
Volkssterrenwacht Mira is de oudste volkssterrenwacht van België en is gelegen in Grimbergen, ten noorden van Brussel. Ze werd in 1967 opgericht door de Norbertijn Godfried Thomas Pieraerts (1908 - 1984).
De sterrenwacht is open voor groepen op maandag, vrijdag en zaterdag van 14 tot 22 h, op dinsdag en donderdag van 9 tot 22 h en op woensdag van 9 tot 18 h. Individuele bezoekers kunnen de volkssterrenwacht bezoeken op woensdagnamiddag van 14 tot 18 h, zondagnamiddag van 14 tot 18 h, of kunnen bij een groep aansluiten na telefonische afspraak.
Elke laatste vrijdag van de maand kan men ook naar een waarnemingsavond gaan (Astroclub), die telkens aanvangt om 19:30 h met een spreekbeurt door weerman Frank Deboosere, die tevens bestuurslid is van de sterrenwacht.
De sterrenwacht beschikt over een uitgebreid bibliotheek- en documentatiecentrum dat open is op woensdagnamiddag van 14-18h en vrijdagavond van 19-22h.
De huidige voorzitter is Eddy Van Geel.

## Galerij

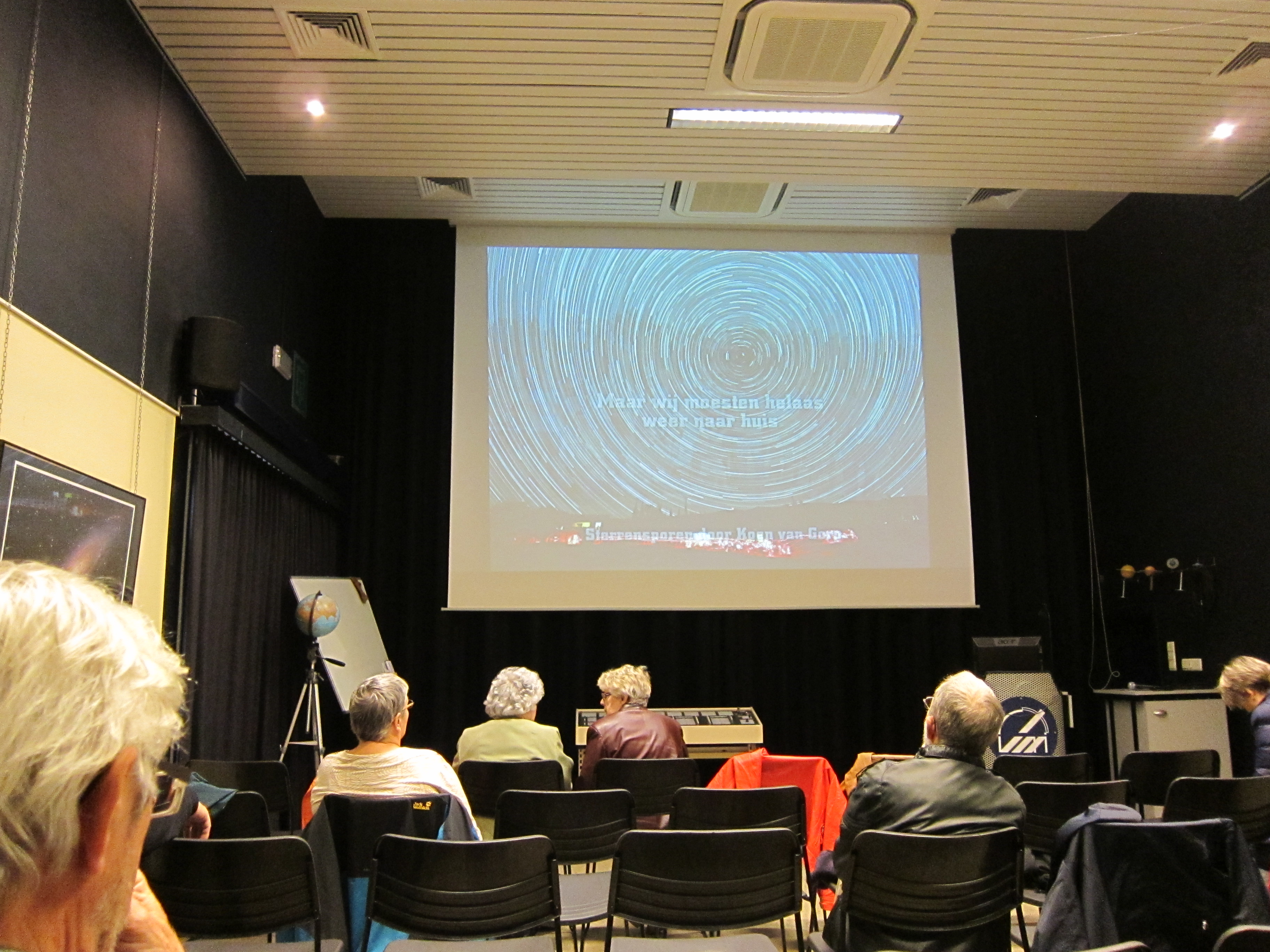
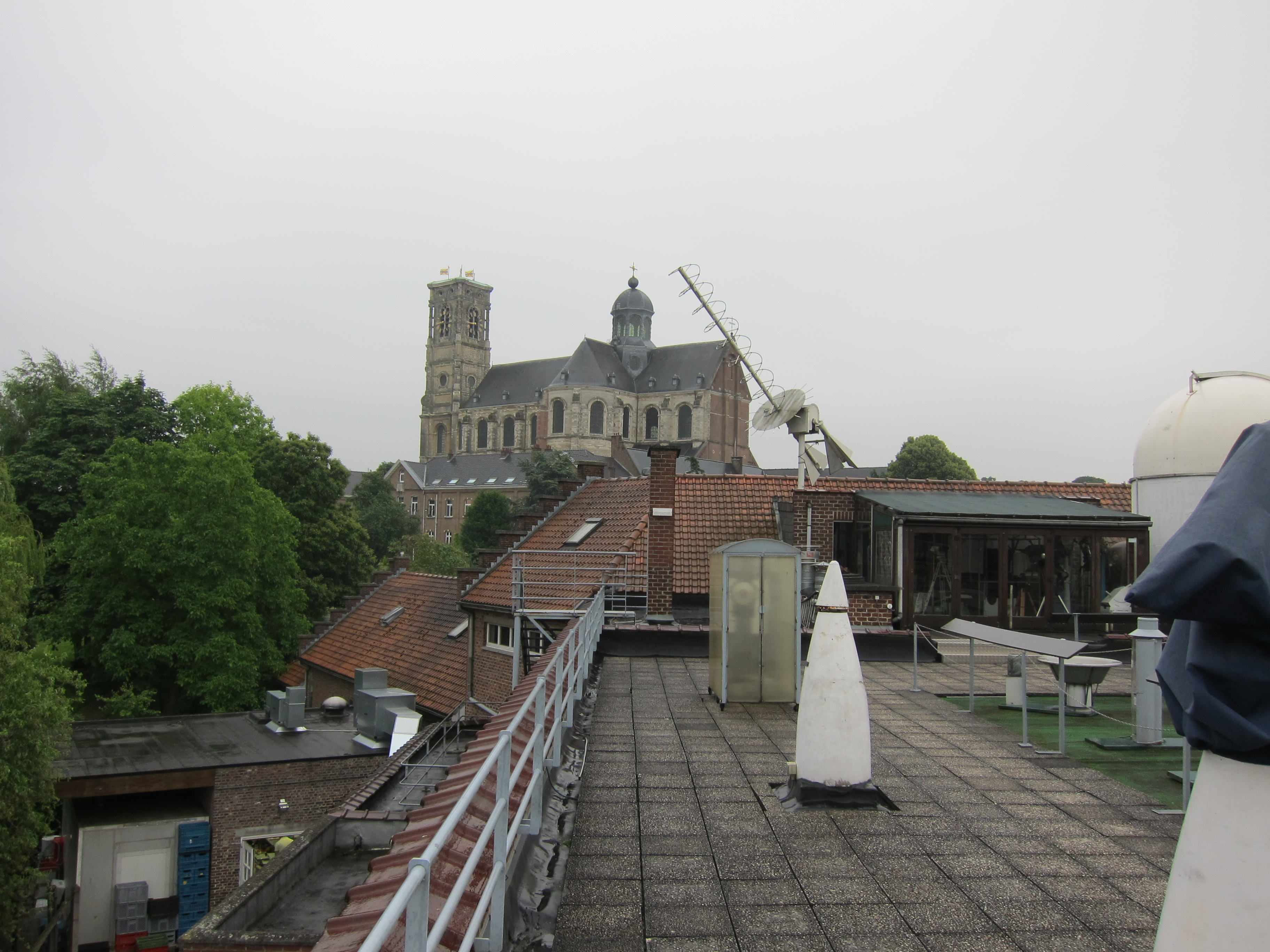
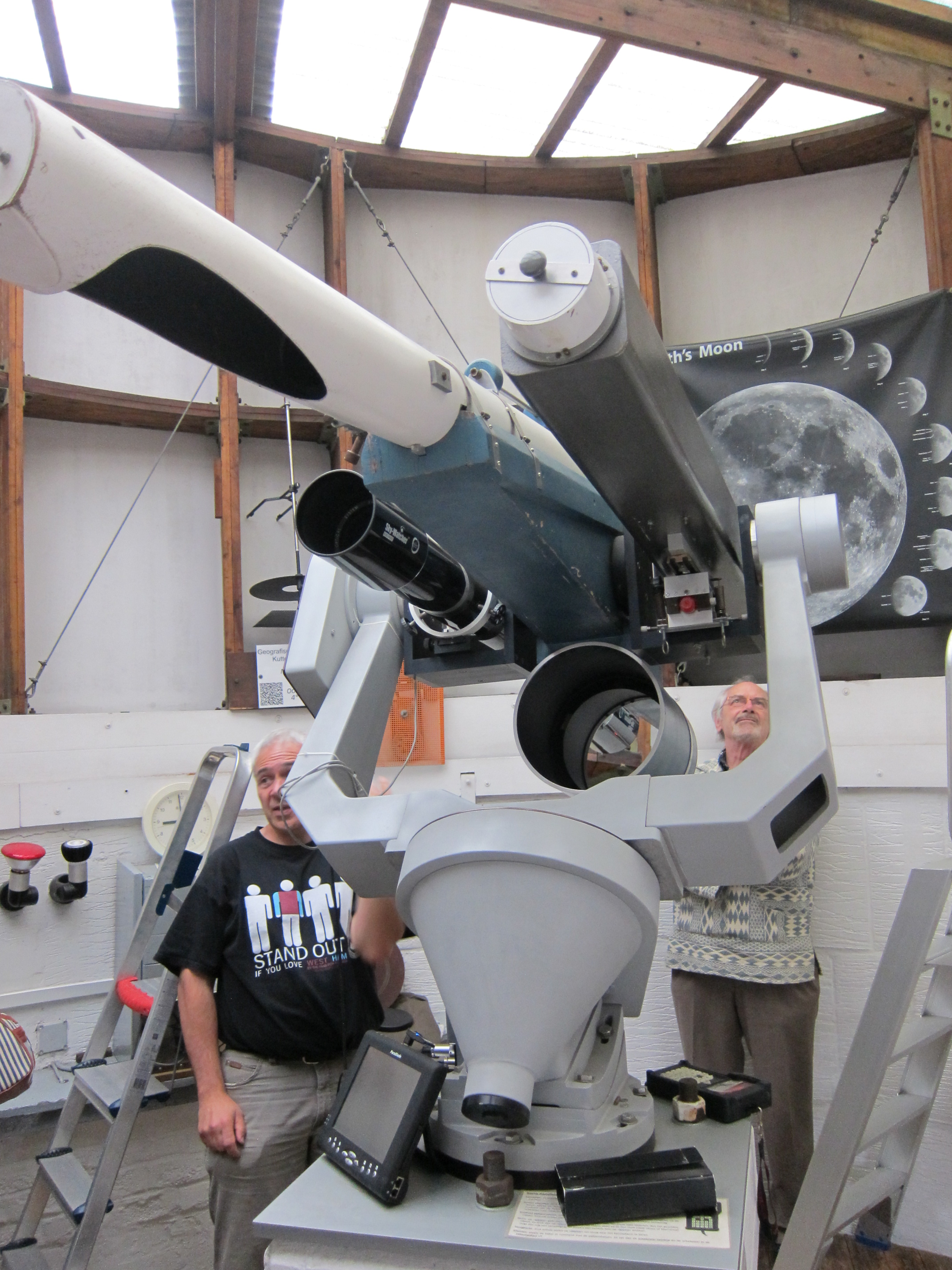
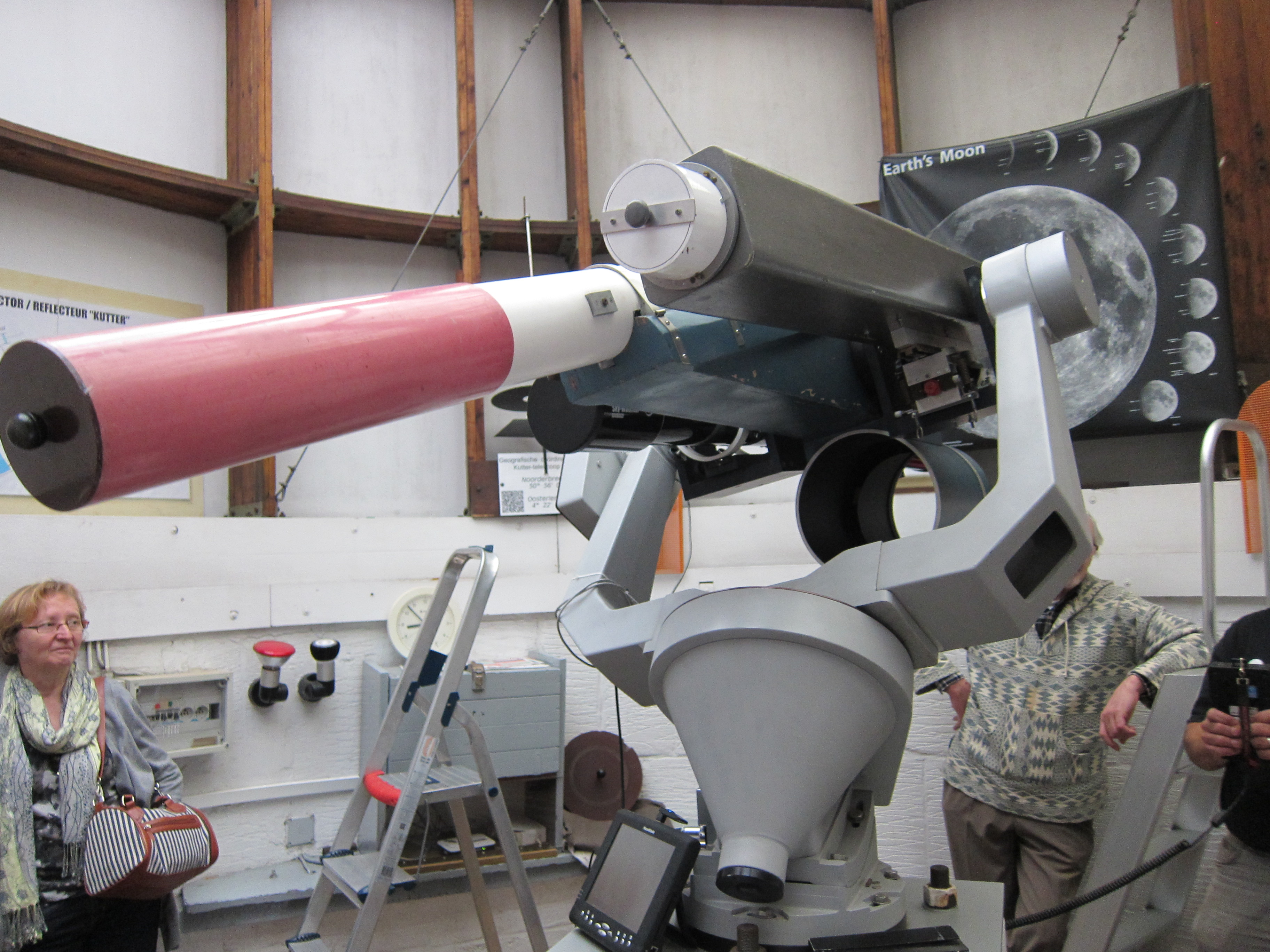